# Slaget om Nyenskans
Slaget om Nyenskans fandt sted fra den 30. april til den 4. maj 1703 som en begivenhed under Den Store Nordiske Krig, og resulterede i en russisk indtagning af den svenske fæstning Nyenskans, nu Sankt Petersborg, som var et støttepunkt i forsvaret af Ingermanland, beliggende ved Nevas udløb i den Finske Bugt.

## Belejringen af Nyenskans
I foråret 1703 rettede Boris Sjeremetev et angreb mod Nyenskans og opfordrede fæstningens forsvarere til at kapitulere. I fæstningen fandtes kun en besætning på cirka 600 svenske soldater, og efter tre angreb og et par dages bombardement var de rede til en våbenhvile i maj 1703. Fæstningens krudtforråd var også blevet ramt og eksploderede. Dette samt russernes store overmagt - de var 20.000 - gjorde forsvarerne modløse. Trolig var de fleste af byboerne flygtet allerede tidligere. Zar Peter den Store gav efterfølgende ordrer om, at den svenske fæstning skulle nedrives. Stenene skulle i stedet overføres til øen Harholmen nærmere ved flodens udmunding – stedet for Sankt Petersborgs grundlæggelse, som skete i al hast og i hemmelighed for svenskerne. Af Nyenskans blev så godt som intet tilbage. Sankt Petersborgs grundlæggelse blev indledningen til en russisk overmagt ved Østersøen.

## Eftervirkninger
Efter indtagelsen af fæstningen Nyenskans og byen Nyen blev disse nedrevne og på samme sted påbegyndtes arbejdet med den nye havneby Sankt Petersborg, grundlagt af Peter 1. af Rusland. Byen skulle blive en vigtig faktor i krigen, nemlig at give Rusland adgang til Østersøen med en flåde, som man så længe havde stræbt efter. Sankt Petersborg blev hårdt ramt af svenske angreb de følgende år, men området blev aldrig generobret af Sverige.